# Cernelivți, Derajnea
Cernelivți (în ucraineană Чернелівці) este un sat în comuna Klopotivți din raionul Derajnea, regiunea Hmelnîțkîi, Ucraina.

## Demografie
Componența lingvistică a localității Cernelivți
     Ucraineană (98,48%)
     Rusă (1,52%)
Conform recensământului din 2001, majoritatea populației localității Cernelivți era vorbitoare de ucraineană (98,48%), existând în minoritate și vorbitori de rusă (1,52%).